# السواق (قلامة)

تعديل مصدري - تعديل

السواق هي إحدى حارات مدينة مذيخرة بمحافظة إب، بلغ تعداد سكانها 89 نسمة حسب تعداد اليمن لعام 2004.